# Antoni Miquel
Antoni Miquel neix al segle xvi.
Fou teòleg, prevere i es doctorà en dret. Va ser Canonge de Barcelona i posteriorment el varen nomenar rector de la Universitat de l'Estudi General, concretament l'any 1594. Exercí aquest càrrec fins a l'any 1594 Va morir el segle xvii.